# Garaioa
Garaioa è un comune spagnolo di 127 abitanti situato nella comunità autonoma della Navarra.